# Lingua chuukese
La lingua chuukese, chiamata anche chuuk, è una lingua micronesiana parlata negli Stati Federati di Micronesia.

## Distribuzione geografica
Secondo l'edizione 2009 di Ethnologue, la lingua è parlata in Micronesia da 45.900 persone nello stato federato di Chuuk. La lingua è attestata anche a Guam e negli Stati Uniti d'America. Globalmente, i locutori sono circa 48.000.

### Lingua ufficiale
Il chuukese è lingua ufficiale dello stato federato di Chuuk.

## Sistema di scrittura
Per la scrittura viene utilizzato l'alfabeto latino.